# Pietro Dardani
Pour les articles homonymes, voir Dardani (homonymie).
Pietro Dardani, né à Bologne le 22 juillet 1727 et mort dans la même ville en 1808, est un peintre italien, membre d'une famille d'artistes influente dans l'art bolonais.

## Biographie
Pietro Dardani naît en 1727 de Giuseppe Dardani, un peintre, et de Teodora Merelli,. Il a un frère, Paolo, qui est aussi peintre. Il apprend les bases de l'art de son père avant de rejoindre l'école de peinture de son oncle Antonio. Par la suite, il est élève de Felice Torelli, peintre de figures. Il est aussi élève de Giuseppe Pedretti et vit toute sa vie en Italie.
Suivant la tradition familiale, Giuseppe Dardani pratique de nombreux types de peinture, comme la peinture de figures, le paysage et l'ornement, et complète de nombreuses commandes religieuses dans la région. Selon Oretti, il peint aussi des scènes « d'appartement » pour des citoyens bolonais, dont certaines  sont des créations originales. Il meurt à Bologne en 1808.

## Œuvres
Pietro Dardani était très assidu, même si son art était très modeste. Il peint dans les dortoirs du couvent des carmélites une Madonna del Carmine col Bambino e Santa Maria Maddalena de' Pazzi, puis une Vierge à l'Enfant avec saint Joseph pour l'abbé Zecchelli,. 
Il participe à la décoration de la chapelle de l'Oratoire à l'église Santa Maria delle Neve de Bologne (en) ainsi qu'à la chapelle Mondovì à la basilique Santa Maria dei Servi avec son père,. À l'église San Michel Arcangelo de Gaibola (it) se trouve un Sainte Anne de Pietro Dardani.
Seulement deux paysages lui subsistent, une signée et l'autre attribuée, qu'il a conçues, mais qui ont été gravées par Pietro Giacomo Palmieri entre 1760 et 1761.